# Renault Primaquatre
La Primaquatre è un'autovettura di fascia alta prodotta tra il 1931 e il 1939 dalla Casa automobilistica francese Renault.

## Storia
Quando Louis Renault iniziò a lavorare a quella che sarebbe divenuta l'erede della Type KZ, prese spunto dalla filosofia progettuale di alcune Ford contemporanee, le quali utilizzavano motori di cilindrata piuttosto alta in rapporto al numero dei cilindri, ma con potenze non molto elevate, in grado quindi di fornire un'elevata coppia motrice in grado di assicurare un buon spunto alle vetture stesse, forti di un corpo vettura non molto pesante. Con questa filosofia progettuale, la Renault realizzò pertanto la Primaquatre: presentata il 29 dicembre 1930, la Primaquatre fu commercializzata il mese successivo.
Le prime Primaquatre erano contraddistinte dalla sigla di progetto KZ6 e adottavano il telaio della più piccola Monaquatre, lanciata nello stesso anno, della quale mantenevano anche gli ingombri del corpo vettura. Con la formula del grande motore in un corpo vettura piuttosto ridotto, la Primaquatre ottenne un buon successo di vendite: le KZ6 montavano il motore che fu anche della stessa Type KZ, ossia un 4 cilindri da 2120 cm³ in grado di erogare circa 35 CV di potenza massima a 2900 giri/min e di spingere la Primaquatre a oltre 100 km/h di velocità massima. La distribuzione avveniva tramite valvole laterali e il cambio era manuale a tre marce non sincronizzate. Nel 1932, con pochi aggiornamenti di dettaglio, debuttò la KZ8, rimasta in listino solo in quell'anno. Anche la KZ8 condivideva il telaio con la Monaquatre, così come anche la KZ10, che debuttò nel 1933: anch'essa mantenne invariate molte impostazioni meccaniche, ma crebbe di dimensioni, passando da 3,7 a 3,9 metri di lunghezza: motore e cambio rimasero invariati, anche nella potenza massima.
Stesso discorso per la serie successiva, denominata con la sigla di progetto KZ18, commercializzata nel 1934 e ulteriormente cresciuta, passando a 4 metri di lunghezza. Anche la KZ18 mantenne la medesima configurazione meccanica, così come la KZ24 del 1935, anch'essa con telaio e meccanica invariati, ma con corpo vettura passato a 4,15 metri di lunghezza per 1,6 metri di larghezza.

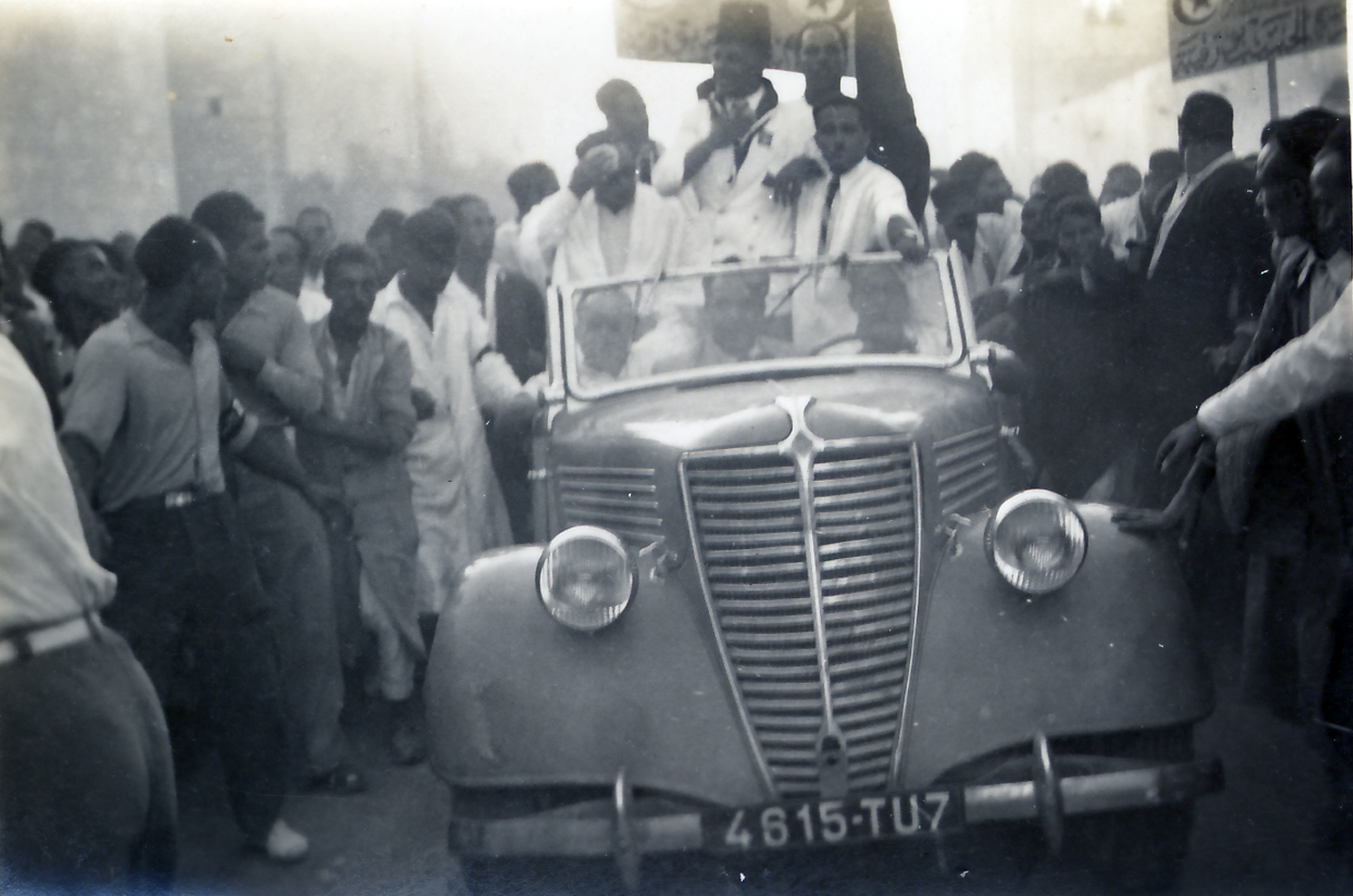
Renault Primaquatre BDS2

Novità più rilevanti si ebbero a partire dal 1936, quando furono lanciate le nuove Primaquatre (sigla di progetto ACL1, realizzate su un nuovo telaio dal passo maggiorato di 21 cm e dotate di un nuovo motore sempre a 4 cilindri, ma della cilindrata di 2383 cm³ e in grado di erogare 48 CV a 3200 giri/min.
Questa nuova serie continuò a essere prodotta fino alla fine del 1939, beneficiando di aggiornamenti meccanici e dando luogo a nuove sottoserie (sigle di progetto ACL2, BDF1, BDF2 e BDS1). Nell'ultimo anno di vita della Primaquatre, fu lanciata anche la Primaquatre Sport (sigla di progetto BDS2), caratterizzata da un'impostazione più sportiveggiante e dal 2,4 litri portato a 56 CV di potenza massima, come nelle BDF2.
Le ultime Primaquatre uscirono dalle linee di montaggio alla fine del 1939, ma le ultime vetture furono vendute fino al 1940.

## Caratteristiche estetiche
Le prime Renault Primaquatre erano caratterizzate dalla tipica calandra a V, inclinata, piatta e liscia (detta anche "a spartivento"), una caratteristica che ricorda le vecchie Renault NN ed MT. Tale caratteristica rimase anche sulle KZ8, mentre scomparve decisamente già sulle KZ10, per lasciare il posto a una calandra più convenzionale. Sulle KZ18, invece, la calandra cominciò a inclinarsi nuovamente all'indietro, in modo da andare alla ricerca di un'aerodinamica sempre migliore, come era uso nella seconda metà degli anni trenta. Il disegno della calandra rimaneva piuttosto convenzionale, salvo appunto l'inclinazione all'indietro piuttosto decisa. Tale inclinazione si mantenne anche nella KZ24, mentre nelle serie successive divenne ancor più pronunciata, mentre la calandra stessa divenne più arrotondata e dai bordi più smussati, per favorire ancor di più la penetrazione aerodinamica. Anche la coda delle Primaquatre fu soggetta via via a variazioni in maniera tale da migliorare l'aerodinamica. Nelle ultime versioni la coda divenne inclinata e sfuggente, in contrasto con l'andamento verticale delle prime serie. Anche il resto del corpo vettura non era esente da tali variazioni. Gli spigoli divennero via via sempre più tondeggianti, fino a raggiungere la massima espressione nelle Primaquatre Sport, decisamente profilate anche in versione berlina.

## Meccanica
Inizialmente, la meccanica delle Primaquatre era imparentata con quella delle vecchie KZ e dei modelli che le hanno precedute nel corso degli anni venti. Niente di rivoluzionario, quindi, ma una collaudata meccanica che se da un lato non era per niente brillante, dall'altro si faceva apprezzare per la sua robustezza, la sua affidabilità e la sua generosa erogazione di coppia motrice. Il motore a 4 cilindri da 2120 cm³ in grado di erogare 35 CV a 2900 giri/min fu montato su tutte le Primaquatre prodotte fino al 1935 compreso. Tale motore, come si è già detto, possedeva una distribuzione a valvole laterali, due per cilindro, e girava molto lento, tanto da raggiungere solo 2750 giri/min a 90 km/h di velocità.
Dal 1936, si passò a un motore da 2383 cm³ in grado inizialmente di erogare 48 CV a 3200 giri/min. Tale motore fu montato sulle serie ACL1 e ACL2. In seguito, sulle BDF1 e BDF2, il motore salì di potenza fino a 56 CV a 3300 giri/min. Tale motore fu montato anche sulle Primaquatre Sport. Le BDS1, invece, beneficiarono di altri 6 CV in più, raggiungendo così 62 CV di potenza massima a 3500 giri/min.